# Јеловци (Пале)
Јеловци су насељено мјесто у општини Пале, Република Српска, БиХ. Према попису становништва из 1991. у насељу је живјело 101 становника.

## Становништво
| Националност       | 1991. | 1981. | 1971. | 1961. |
| Срби               | 101   | 128   | 146   | 169   |
| Црногорци          |       | 1     |       |       |
| остали и непознато |       |       |       |       |
| Укупно             | 101   | 129   | 146   | 169   |

| Демографија | Демографија | Демографија |
| Година      | Становника  | Становника  |
| ----------- | ----------- | ----------- |
| 1961.       | 169         |             |
| 1971.       | 146         |             |
| 1981.       | 129         |             |
| 1991.       | 101         |             |

## Култура
Јеловци припадају парохији у Мокром, Српске православне цркве чије је седиште Црква Успења Пресвете Богородице у Мокром.